# Río Nare
Der Río Nare ist ein 100 km langer linker Nebenfluss des Río Magdalena im Departamento de Antioquia im nördlichen Zentral-Kolumbien. Einschließlich des Quellflusses Río Negro beträgt die Gesamtlänge des Flusslaufs 138 km.

## Flusslauf
Der Río Nare entwässert ein Areal von etwa 5000 km² im Osten der Zentralkordillere östlich der Großstadt Medellín. Am Oberlauf wird der Río Nare zum Stausee Peñol-Guatapé aufgestaut. Dessen wichtigster Zufluss ist der Río Negro, dessen Quellgebiet 2 km nördlich der Stadt Marinilla liegt. Vom Stausee wird das meiste Wasser dem Wasserkraftwerk Guatapé zugeführt und gelangt unterhalb diesem in den Río Guatapé. Lediglich eine kleine Wassermenge gelangt unterhalb einem Wehr in das Flussbett des Río Nare. Dieser fließt anfangs nach Norden. Bei Flusskilometer 90 passiert der Fluss die Ortschaft Alejandría. Nach weiteren 5 km wendet sich der Río Nare nach Osten. Bei Flusskilometer 65 wird der Fluss von der Talsperre Guillermo Cano zum Stausee San Lorenzo aufgestaut. Das Wasser wird nach Süden zum Wasserkraftwerk Jaguas transportiert und gelangt anschließend in den Stausee Playas, der am Flusslauf des Río Guatapé liegt. Unterhalb der Talsperre Guillermo Cano führt der Río Nare sehr wenig Wasser. Bei Flusskilometer 24 trifft der Río Samaná Norte von Süden kommend auf den Río Nare. Der am Zusammenfluss wesentlich wasserreichere Río Samaná Norte erhält einen Teil seines Wassers über den Río Guatapé vom Ober- und Mittellauf des Río Nare. Unterhalb des Zusammenflusses fließt der Río Nare 7 km in Richtung Nordnostost, bevor er eine abrupte Richtungsänderung nach Südosten vollführt. 16 km oberhalb der Mündung befindet sich am linken Flussufer ein Kleinwasserkraftwerk des Zementherstellers Argos. Bei Flusskilometer 7 trifft der Río Nus von Norden kommend auf den Río Nare. Dieser mündet schließlich nahe Puerto Nare in den Río Magdalena. Am nördlichen Flussufer unmittelbar oberhalb der Mündung befindet sich der Flugplatz (IATA-Code NAR) von Puerto Nare.